# 1ª Divisione fanteria "Libia"
La 1ª Divisione fanteria coloniale "Libia" fu una grande unità di fanteria coloniale del Regio Esercito costituita nella Libia italiana per la Guerra d'Etiopia e sciolta subito dopo.

## Storia
Le origini della Divisione Fanteria "Libia" fu costituita in Libia nel 1935 al comando del generale Guglielmo Nasi in preparazione alla guerra d'Etiopia. Alle sue dipendenze venne posto un reggimento di fanteria d'Africa, formato da nazionali, e da due reggimenti di fanteria libica, formati da battaglioni del Regio Corpo Truppe Coloniali della Libia, con truppa libica e ufficiali nazionali.
La divisione venne inviata aggregata al Comande Forze Armate della Somalia italiana di Graziani, che avrebbe dovuto portare l'attacco in direzione dell'Harar, travolgendo il fronte meridionale tenuto dalle forze del ras Nasibù. Dopo enormi lavori stradali e logistici, Graziani lanciò l'attacco su tre colonne, delle quali la sinistra era comandata dallo stesso Nasi e la "Libia" ne costituiva l'ossatura. La divisione entrò in contatto con il nemico il 14 aprile 1936 sul fiume Gianagobò, dove gli etiopici si erano fortificati; la resistenza fu accanita, facilitata dal terreno sconnesso ed anfrattuoso; la battaglia infuriò fino al 16, quando gli abissini si ritirarono subendo gravissime perdite; gli italo-libici, supportati dall'aviazione e dai carri armati, stanarono i nemici da ogni caverna, catturando molti prigionieri, 1 000 fucili, decine di mitragliatrici ed un cannone, ma lasciò circa 200 uomini, tra i quali due ufficiali.
Il 18 aprile la Divisione "Libia" raggiunse Bircut, seguito dalla Colonna Celere "Navarra" del console generale della MVSN Franco Navarra-Viggiani. Il 22 era a Ducan. Nella marcia su terreno asprissimo verso Segag, elimina gli ultimi gruppi di sbandati e fuggiaschi, catturando 8 autocarri, una vettura e vario materiale sanitario.
Le tre colonne conversero sul grande campo trincerato di Sassabaneh; si trattava di una poderosa fortificazione, con 5 ordini di reticolati ed approntamenti in caverna, progettata con l'ausilio di consiglieri militari belgi e turchi; dopo aver spazzato via le linee più avanzate, gli italiani attaccarono il nucleo principale il 29.aprile. La "Libia" fu bloccata dai torrenti in piena e dovette attendere che il genio pontieri gettasse diversi ponti, per poter iniziare l'avanzata alle ore 14 circa. Le forze italiane misero quindi in rotta l'armata etiope e, dopo aver percorso in totale più di 1 000 km in territorio nemico, le colonne si riunirono a Dagabur. La vittoria sull'armata di Nasibù costò 1 800 uomini tra morti e feriti, dei quali 1 400 solo tra i volontari libici e somali. Gli abissini ripiegarono precipitosamente su Giggiga, lasciando sul campo 5 000 morti ed ingenti quantità di armi e materiali.
Nel frattempo sul fronte nord, il I Corpo d'Armata ed il Corpo d'Armata Eritreo del generale Pietro Badoglio avanzavano vittoriosi verso Addis Abeba, occupata il 5 maggio 1936. Con la conquista della capitale e la fuga del negus la divisione iniziava un ciclo di operazioni di polizia coloniale e stabilizzazione. Tra ottobre e novembre fu impegnata nell'occupazione dell'Annia, mentre nel gennaio 1937 rastrellava i territori degli Arussi. Nel febbraio dello stesso anno venne coinvolta nelle operazioni di controguerriglia che portarono alla cattura del ras Destà Damtù. Nel mese seguente occupò la regione del Bale, dove rimase fino alla smobilitazione che seguì la fine della campagna. La divisione rientrò in Tripolitania il 23 luglio 1937 dove venne sciolta ed i reparti tornarono alle dipendenze del Regio Corpo Truppe Libiche.

## Ordine di battaglia: 1936.[6]
- 1º Reggimento fanteria libica - col. Mario Marghinotti
  - III Battaglione libico
  - V Battaglione libico
  - Compagnia mitraglieri
  - Sezione cannoni d'accompagnamento da 65/17
- 3º Reggimento fanteria libica - col. Giovanni Cerio
  - II Battaglione libico
  - X Battaglione libico
  - Compagnia mitraglieri
  - Sezione cannoni d'accompagnamento da 65/17
- 4º Reggimento fanteria libica - col. De Guidi
  - VIII Battaglione libico
  - IX Battaglione libico
  - Compagnia mitraglieri
  - Sezione cannoni d'accompagnamento da 65/17
- VI Battaglione libico - t. col. Luigi Biasucci
- Battaglione di marcia - t. col. Bonansea
- Gruppo artiglieria da 65/17 - t. col. Preiatoa
- Reparto munizioni e viveri sottosommeggiato
- Compagnia trasmissioni
- Plotone genio zappatori artieri idrici
- Autoreparto
- Sezione sanità
- Ospedale da campo
- Sezione sussistenza
- Carovana servizio intendenza

## Comandanti
- Gen. D. Guglielmo Nasi